# Phaeoparia tingomariae
Phaeoparia tingomariae är en insektsart som beskrevs av Frédéric Carbonell 2002. Phaeoparia tingomariae ingår i släktet Phaeoparia och familjen Romaleidae. Inga underarter finns listade i Catalogue of Life.